# اندی فاستین
اندی فاستین (انگلیسی: Andy Faustin؛ زادهٔ ۲۵ مارس ۱۹۹۷) بازیکن فوتبال اهل فرانسه است.
از باشگاه‌هایی که در آن بازی کرده‌است می‌توان به باشگاه فوتبال زولته وارخم و باشگاه فوتبال والنسین اشاره کرد.